# Heptacarpus camtschaticus
Heptacarpus camtschaticus är en kräftdjursart som först beskrevs av William Stimpson 1860.  Heptacarpus camtschaticus ingår i släktet Heptacarpus och familjen Hippolytidae. Inga underarter finns listade i Catalogue of Life.